# Belemniastis troetschi
Belemniastis troetschi är en fjärilsart som beskrevs av Druce 1896. Belemniastis troetschi ingår i släktet Belemniastis och familjen björnspinnare. Inga underarter finns listade i Catalogue of Life.